# Queen
Queen is een Engelse rockgroep. De band werd opgericht in 1970 in Londen door gitarist Brian May, zanger Freddie Mercury en drummer Roger Taylor, aangevuld met bassist John Deacon in 1971. Met tientallen hits in de jaren zeventig, tachtig en negentig is Queen een van de succesvolste rockbands in de geschiedenis.
De band staat bekend om de muzikale veelzijdigheid, de gelaagde arrangementen, harmonieën (zoals in Somebody to Love goed te horen is) en de krachtige liveoptredens. Het optreden tijdens Live Aid in 1985 werd 20 jaar later verkozen tot het beste liveoptreden aller tijden.
Queens grote doorbraak begon in 1974 met de singles Killer Queen en Now I'm Here van het album Sheer Heart Attack en een jaar later met het album A Night at the Opera met de nummer 1-hit Bohemian Rhapsody. Queen heeft in totaal vijftien studioalbums, zeven livealbums, twee ep's, tien dvd's, meerdere verzamelalbums en tientallen 7”-, 12” en cd-singles uitgebracht. Ook hebben alle bandleden solo-projecten ondernomen. Naar schatting heeft de band wereldwijd meer dan 300 miljoen albums verkocht, waardoor ze een van de meest succesvolle bands ter wereld zijn.
Na Mercury's overlijden in 1991 heeft John Deacon zich, op enkele optredens na, teruggetrokken uit het publieke leven. De laatste keer dat John Deacon met Brian May en Roger Taylor optrad, was in 1997 voor het “Queen + Béjart Ballet for Life” concert. Elton John fungeerde als gastzanger voor dit eenmalige gelegenheidsoptreden. May en Taylor bleven samenwerken. Van 2005 tot 2008 deden ze dit met de Britse zanger Paul Rodgers. Onder de naam Queen + Paul Rodgers is een nieuw studioalbum opgenomen en zijn twee wereldtournees gehouden. Sinds 2011 tourt Queen rond met American Idol deelnemer, zanger Adam Lambert. May en Taylor brengen met enige regelmaat archiefmateriaal van Queen uit. Zo werd in 2014 een nieuw compilatiealbum uitgebracht: Queen Forever. Op dit album staan twee niet eerder uitgebrachte nummers en een remake van Freddies eerste solo-single, “Love Kills”. Eén van de nieuwe tracks is een duet tussen Queen-zanger Freddie Mercury en de in 2009 overleden Amerikaanse zanger Michael Jackson. Verder bestaat het album vooral uit geremasterde versies van eerder uitgebrachte nummers.

## Bezetting

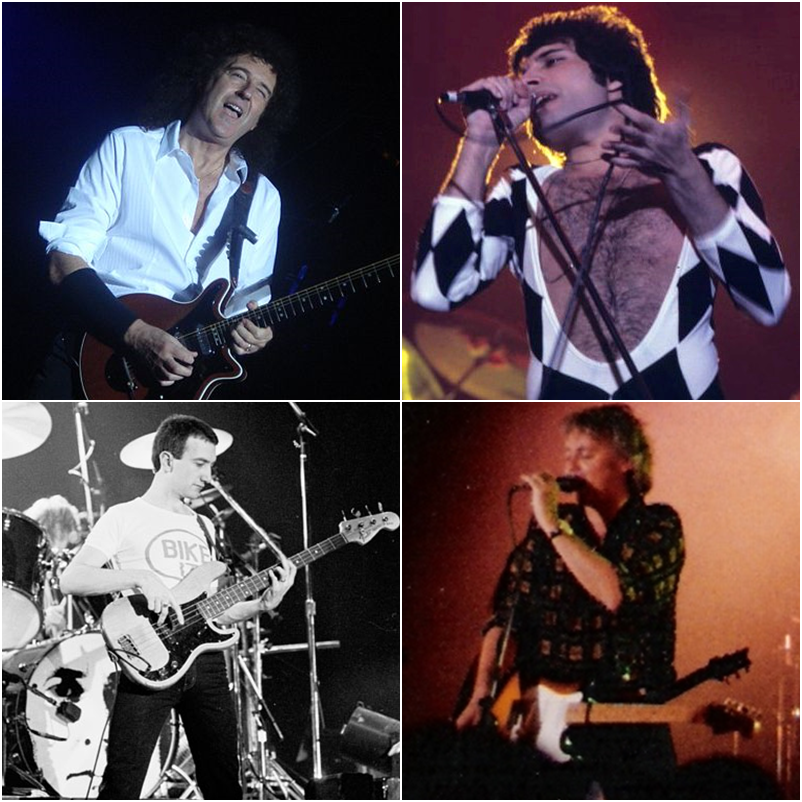
Kloksgewijs: Brian May, Freddie Mercury, Roger Taylor en John Deacon.

Van februari 1971, vlak na de oprichting van de band, tot november 1991, het overlijden van zanger Mercury, is de bezetting van de band altijd hetzelfde geweest:
- Freddie Mercury, zang, piano, gitaar, keyboard
- Brian May, gitaar, zang, piano, keyboard, koto, ukelele
- Roger Taylor, drums, zang, gitaar
- John Deacon, basgitaar, piano, gitaar, keyboard

In tegenstelling tot veel andere bands, waar vaak een of twee bandleden de nummers schrijven, schreven bij Queen alle vier de leden nummers. Allemaal hebben ze nummer een-hits geschreven en de meeste albums bevatten nummers van alle leden. Zo is bassist John Deacon de schrijver van Another One Bites the Dust, een nr. 1 cross-over hit in Amerika en mede daardoor Queens best verkochte single aller tijden, al is Bohemian Rhapsody, geschreven door Mercury, hét nummer waarmee Queen blijvende wereldwijde bekendheid heeft vergaard. In de latere jaren werkten meerdere leden vaak gezamenlijk aan een nummer. Omdat de band dichter naar elkaar toegroeide toen Mercury ernstig ziek was, werd besloten om vanaf het album The Miracle uit 1989, als schrijver de gehele band “Queen” te noteren in plaats van een bepaald bandlid, ook voor een gelijke verdeling van de royalty's.

## Geschiedenis

### Jaren 60
In 1968 besloten Brian May en Tim Staffell, beiden student op het Imperial College in Londen, een groep te vormen. May hing een advertentie op het collegeprikbord voor een type "Ginger Baker/Mitch Mitchell"-drummer. Een student tandheelkunde, genaamd Roger Taylor, deed auditie en kreeg de plaats achter de drums. Ze noemden de groep Smile. In 1969 tekenden ze een contract bij platenmaatschappij Mercury Records. Hier deden ze hun eerste ervaring op in een opnamestudio (Trident Studios). Tim Staffell was student aan het Ealing College of Art waar ook Farrokh Bulsara zijn studie volgde. Staffell en Bulsara waren bevriend met elkaar. Staffell introduceerde Bulsara bij de band, waarop Bulsara al snel een fan van de band werd. Smile leek aanvankelijk succesvol te worden. Ze speelden in het clubcircuit van Engeland en kregen van platenlabel Mercury, de kans een 7” single uit te brengen. Deze werd alleen in Amerika uitgebracht en door de platenmaatschappij niet gepromoot. De gewenste doorbraak bleef uit.

### Jaren 70

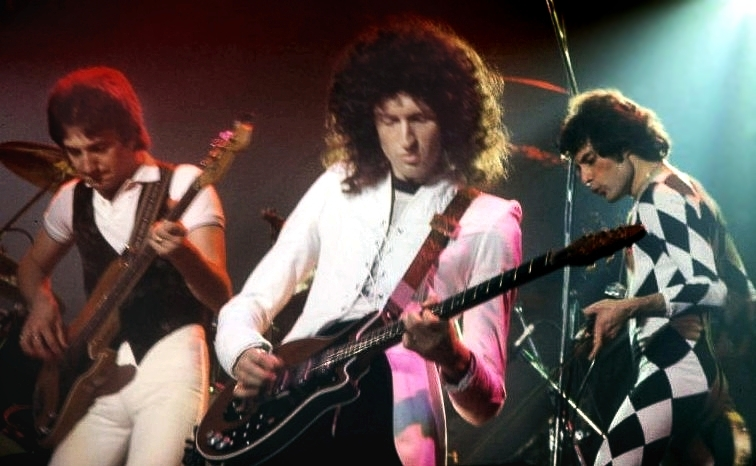
Optreden in New Haven (1977)

In 1970 besloot Smile er de brui aan te geven want er scheen niets te gebeuren voor de band. Staffell vertrok en sloot zich aan bij een band genaamd Humpy Bong. Farrokh Bulsara vertrok bij zijn band Wreckage en sloot zich aan bij May en Taylor en het begin was daar. Via audities werd ene Mike Grose de eerste basgitarist van Queen die een maand bleef. Farrokh Bulsara veranderde zijn naam in Freddie Mercury en stelde voor de naam van de band te veranderen in Queen, mede omdat dit mooi paste bij de nummers White Queen en The March of the Black Queen waar May en Mercury respectievelijk mee bezig waren. John Deacon werd gevraagd om auditie te doen als bassist na vier tijdelijke bassisten (onder andere Barry Mitchell). In februari 1971 kwam Deacon als vierde bandlid bij Queen en in deze bezetting bleef Queen bestaan tot aan de dood van Mercury in 1991. De band repeteerde onvermoeibaar en had verschillende kleine optredens in het Imperial College, waar ze repeteerden voor goede vrienden.
Toen werd Queen aangeboden om een nieuwe opnamestudio te testen, genaamd De Lane Lea. Hiervoor in ruil mocht de band gratis demotapes maken. Ze hadden een opname-, uitgave- en managerscontract getekend in 1972 bij Trident en gedurende dat jaar kregen ze 60 pond per week betaald. Queen kreeg de zogenaamde down time van Trident Studios, waar ze begonnen te werken aan hun eerste album.

#### Succesvol
In 1973 werd door Trident en EMI een opnamecontract getekend voor Queen en in juli van dat jaar werd het eerste album Queen uitgebracht. Dit album leverde bescheiden chart succes op en bevatte de eerste Queen single: Keep Yourself Alive. Vervolgens kreeg de band een aanbod om in het voorprogramma van Mott the Hoople te spelen. Dat begon in november 1973 en veel mensen zeiden dat Queen tijdens die tournee meer was dan alleen maar een supporting act. Ook dook Queen meteen de studio in om een tweede album op te nemen, genaamd Queen II. Dit album uit 1974 bevat de eerste echte hit van Queen, de single Seven Seas of Rhye. Mede vanwege een optreden in het Engelse Top of the Pops, belandde de single op nr. 10 in de Engelse hitlijsten. Queen was bovendien in Japan doorgebroken en ze ondernamen een Japanse tour. Op het vliegveld werden ze door honderden Japanse fans onthaald. De Europese doorbraak volgde pas bij het nummer Killer Queen, dat in 1974 werd uitgebracht als eerste single van het album Sheer Heart Attack. Het bereikte de derde plaats in de Nederlandse Top 40 en nr. 2 in de UK.

#### Wereldsucces: Bohemian Rhapsody
De meest met Queen geassocieerde hit is het nummer Bohemian Rhapsody, van het album A Night At The Opera, dat voor het eerst werd uitgebracht in 1975. Het nummer werd gepromoot met een van de eerste videoclips, omdat Queen de uitnodiging van het Britse muziekprogramma Top of the Pops niet kon aanvaarden in verband met een tournee, zo luidde de officiële lezing. Queen had een hekel aan het TV- programma vanwege de playback setting. Voordat Queen deze clip opnam, was het fenomeen 'promotiefilmpje' al wel bekend, maar een videoclip ter promotie van een single was nog amper gemaakt. Sindsdien wordt nagenoeg elke single uitgebracht met een bijbehorende videoclip. Bohemian Rhapsody staat al jaren nagenoeg onafgebroken bovenaan de prominente 'allertijdenlijsten' in Nederland en België, zoals die van Radio 2 en Radio Donna. Al in 1977 werd het nummer in Engeland door de Brit Awards verkozen tot beste nummer van de afgelopen 25 jaar. Sindsdien is het nummer altijd ongekend en ongeëvenaard populair gebleven. Zo is de single in 1999 zelfs uitgeroepen tot single van het millennium.  Het nummer heeft in Engeland in vier verschillende jaren op nr. één gestaan (1975, 1976, 1991 en 1992) waarmee het het enige nummer is, dat dit ooit is gelukt. De 7” single is miljoenen keren verkocht wereldwijd en blijft ook in het digitale tijdperk onverminderd populair. Zo is de officiële videoclip inmiddels meer dan 1 miljard keer bekeken op YouTube. Daarmee is het het eerste nummer van vóór de jaren ‘90 dat dat heeft bereikt. In 2023 stond het nummer voor de twintigste keer op nummer één in de Radio 2 Top 2000.

#### Eclectische stijl
Tijdens de jaren zeventig hanteerde Queen een strikte geen-synthesizer-regel, zoals ook duidelijk wordt uit de opmerking No Synthesizers were used on this Album op de hoes van hun vroege lp's. Het eerste album waar wel een synthesizer op werd gebruikt was The Game. Queen scoorde zeer veel pop en rock hits in de jaren ‘70 maar de muziekstijl van Queen was in de jaren ‘70 zeer eclectisch. Kenmerkend was vaak de samenzang en gelaagde orkestrale gitaarsound. Queen nam op haar albums nummers op die varieerden van hardrock (bijvoorbeeld: Sweet Lady, Stone Cold Crazy), rockabilly (Crazy Little Thing Called Love), dixieland (Seaside Rendezvous) opera (Bohemian Rhapsody), waltz (Millionaire Waltz), folk ('39) en zelfs punk (Sheer Heart Attack). Ook werd er een nummer deels in het Japans opgenomen om de fans van het land waar Queen als eerste doorbrak te bedanken (Teo Torriatte). Queen werd door haar fans geliefd vanwege haar enorme muzikaliteit en veelzijdigheid.

#### Waardering
Door de “serieuze” popbladen zoals Oor in Nederland, werden ze vaak niet begrepen en werden ze niet altijd gewaardeerd. Inmiddels hebben talloze verschillende generaties muzikanten (Guns N' Roses, Katy Perry, Lady Gaga, Robbie Williams, Foo Fighters, Kurt Cobain, Muse, Smashing Pumpkins, Frank Zappa, Paul McCartney, Status Quo, Phil Collins, Noel Gallagher, The Killers) in interviews verklaard Queen te waarderen of beïnvloed te zijn door Queen en is het algemene beeld in de muziekbladen bijgesteld. Queen (en dan met name hun muziek uit de jaren ‘70) wordt inmiddels beschouwd tot een van de meest vernieuwende en invloedrijke bands uit de historie van de popmuziek. In tegenstelling tot veel grote rockbands uit de jaren ‘70 beleefde Queen ook in de jaren ‘80, wederom met zeer diverse stijlen, wereldwijd succes.

### Jaren 80

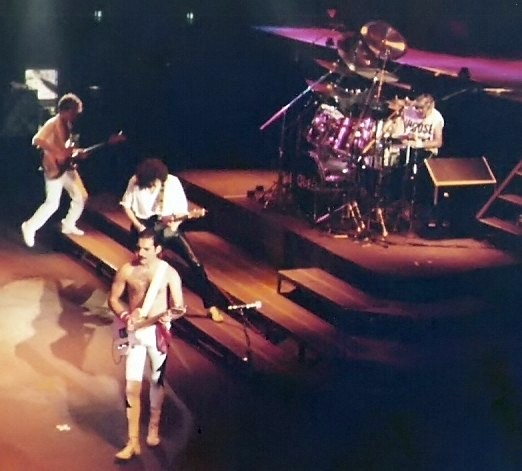
Optreden in de Festhalle Frankfurt (1984)

In 1980 werd de band gevraagd de filmmuziek te schrijven voor de film Flash Gordon. Dit resulteerde in het album Flash Gordon. De film was niet erg succesvol, maar de titelsong werd wel een hit die de 18de plaats in de Nederlandse Top 40 haalde.
Ze verloren veel fans met het album Hot Space, dat meer funk en dancemuziek bevatte dan glam of hardrock van de eerdere albums. Niettemin werd het lied Under Pressure, dat tijdens een jamsessie met David Bowie werd geschreven, een grote hit waaronder een nummer 1-hit in Engeland en Nederland. Ook verscheen in 1981 het eerste Greatest Hits-album. Dit album werd in 2007 uitgeroepen tot best verkochte album in Engeland.
Van arena’s naar stadions
Queen toerde veel en was een van de eerste bands die buiten Europa en Amerika in een stadion optraden. In 1981 trad Queen in Zuid-Amerika op in grote voetbalstadions en later halverwege de jaren ‘80 ook in Europese stadions, zoals in het Londense Wembley Stadium. Queen groeide in deze jaren uit van arena band naar stadion act. Zanger Freddie Mercury werd een echte frontman en wist vaak moeiteloos de aandacht van een heel stadion vast te houden.
In 1984 werd het album The Works uitgebracht. Dit album betekende na het matig ontvangen Hot Space, hernieuwd succes. Het succesvolle Radio Ga Ga haalde de nummer 1-positie in de hitlijsten. De opvolgende nummer één-hitsingle I Want to Break Free werd vergezeld van een bijzonder opvallende videoclip, waarin alle bandleden als vrouw verkleed te zien zijn. De clip was een parodie op de in Engeland bekende soapserie Coronation Street, maar het puriteinse Amerika zag de grap er niet van in en de band scoorde hierna geen grote hits meer in Amerika. Het werd Queens zesde en laatste nummer 1-hit in Nederland. Ook de nummers It's a Hard Life en Hammer to Fall werden beide als single uitgebracht. Hammer to Fall was ook het onderwerp van een populaire videoclip, waarin een livevertoning van het lied in Brussel werd getoond tijdens de The Works tour, waarover de singleversie werd geplakt.
Na dit album werkten Taylor, May en Mercury aan soloprojecten maar geen daarvan was zo succesvol als hetgeen ze met Queen uitbrachten.
Live Aid en verder
Na geruchten dat de band uit elkaar zou gaan (mede door de kritiek die ze kregen op de videoclip van I Want to Break Free), kregen de vier heren nieuwe energie, met name nadat zij de show stalen op het Live Aid-concert in 1985, wat later als het beste liveoptreden ooit werd bestempeld. Na dit grote evenement kreeg Queen hernieuwde energie en doken ze de studio in. De single One Vision kwam uit en Queen scoorde een Europese hit. Een nieuw album (A kind of magic) en weer een Europese tournee (The Magic Tour) volgden. The Magic Tour was Queens grootste Europese tournee en de locaties betroffen vooral stadions. Het album A Kind Of Magic kreeg veel aandacht doordat het oorspronkelijk geschreven was voor de film Highlander met Christopher Lambert en Sean Connery. Tijdens de Magic-tournee trad Queen als eerste westerse groep op in een stadion in het Oostblok, in Boedapest. De tournee begon in Stockholm en eindigde in het Knebworth-park in augustus 1986. Queen zou eigenlijk nog één extra concert geven in het Wembley Stadium, maar dit was niet mogelijk, reden waarom er werd uitgeweken naar Knebworth-park, waar 350.000 fans aanwezig waren. Het was Queens grootste concert in Europa qua bezoekersaantallen en zou Queens laatste concert met Freddie Mercury zijn. Tijdens de Magic Tour trad Queen drie keer op in Nederland (Groenoordhallen in Leiden) en één keer in België (Brussel). Van de Magic Tour zijn drie livealbums, Live Magic en Live at Wembley '86 en Hungarian Rhapsody alsmede live dvd/blu-rays  (Queen Live At Wembley Stadium en Hungarian Rhapsody) uitgebracht.
In 1987 ging de band het wat rustiger aan doen en er gingen veel geruchten over de gezondheid van zanger Mercury. De heren gingen ieder hun eigen weg gedurende de jaren 1987 en 1988. Mercury wilde graag een keer een cover opnemen, iets wat Queen nooit heeft gedaan, en scoorde een Europese hit in 1987 met een cover van The Platters’ The Great Pretender. Daarna werkte hij in 1988 met de Spaanse operazangeres Montserrat Caballé aan zijn laatste soloalbum Barcelona . Roger Taylor richtte, met matig succes overigens, een nieuwe band, The Cross, op. Brian May produceerde albums van andere artiesten waaronder die van zijn nieuwe vriendin, de EastEnders actrice Anita Dobson. In 1989 dook Queen de studio in om te werken aan hun volgende album (The Miracle). Ten tijde van het opnemen van dit album, vertelde Mercury de overige leden dat hij ziek was. De band dacht dat dit album het laatste album zou zijn. De titel “The Miracle” is een verwijzing naar het moeizame (wegens de ziekte van Freddie) opnameproces. De clips I Want It All en Scandal behoorden tot de weinige clips die een liveachtig optreden gaven. Daarna werden er meer rustige clips gemaakt. Vanaf dit album heeft Queen niet meer live opgetreden met Freddie Mercury. Mercury beweerde destijds dat ze te oud waren om te toeren, de bandleden waren inmiddels al begin veertig en John Deacon was 38. Volgens Mercury zat niemand meer te wachten op oude mannen die optreden voor een relatief jong publiek. De werkelijke reden was echter niet dat ze te oud waren, maar dat Mercury toen al problemen had met zijn ziekte. Dat wilde hij toen nog niet bekendmaken. De teksten op het album zijn reflecterend van aard (Was It All Worth It, Party, B-kant My Life Has Been Saved). Het album werd een Europees succes en behaalde ook Goud in Amerika.

### Jaren 90
In 1991 werd Innuendo gelanceerd, het laatste studioalbum dat werd uitgebracht toen Mercury nog leefde. Dit album verkocht beter dan de voorgangers. De titeltrack kwam als single op nr. 1 binnen in Engeland en het album behaalde ook de toppositie. Het album wordt beschouwd als een teruggreep op de hoogtijdagen van de band uit de jaren ‘70 en bevat wederom veel verschillende muziekstijlen van hardrock (bijvoorbeeld: The Hitman), tot ballads (These Are the Days of Our Lives, Bijou), en zelfs gospel (All God’s People). Het bevat tevens een nummer dat Freddie schreef voor zijn lievelingskat (Delilah) waarin het gemiauw van een kat wordt nagebootst met een gitaar. Brian May gaf na het overlijden van Mercury aan, dit nummer te hebben ingespeeld omdat Mercury het zo graag wilde. Zelf vond hij het kattengeluid maar niks.
Toen er videoclips verschenen van dit album, werden de geruchten over Mercury's gezondheid steeds heviger. In veel videoclips werd namelijk geen nieuw videomateriaal van de band gebruikt, maar animaties (Innuendo) of oud materiaal (The Show Must Go On). In de videoclips van het album waarin Mercury werkelijk verscheen (Headlong, I'm Going Slightly Mad en These Are the Days of Our Lives), zag hij er zeer vermagerd en ziek uit.
In een officieel persbericht dat op 23 november van dat jaar werd uitgebracht, verklaarde de zanger dat hij leed aan aids. Ongeveer 28 uur later, op 24 november 1991 rond 19.00 uur, overleed Mercury aan een longontsteking ten gevolge van aids.
Op de crematie speelde Brian May nog het door hem geschreven nummer Dear Friends, dat op het album Sheer Heart Attack staat. Queens grootste hit, Bohemian Rhapsody, werd opnieuw op single uitgebracht. In het Verenigd Koninkrijk bereikte het voor de tweede keer de eerste plaats. In Nederland bleef de single op twee steken en werd van de eerste plaats gehouden door George Michael en Elton John, die beiden later aan het herdenkingsconcert zouden meewerken.
Aan het Freddie Mercury Tribute Concert op 20 april 1992 deden veel internationaal bekende artiesten mee, waaronder Elton John, Metallica, Seal, George Michael, David Bowie, Liza Minnelli en Guns N' Roses. Zij zongen de hits op het wereldwijd uitgezonden concert. De overgebleven leden van Queen speelden ook op dit emotionele afscheid. Eind 1992 scoorde Brian May een nummer 1-hit met zijn versie van het door hem geschreven Too Much Love Will Kill You. Zijn versie was in eerste instantie niet bedoeld als ode aan Mercury, maar door diens dood werd dat het uiteindelijk wel.
Na het concert werd er gewerkt aan hun allerlaatste album, dat onder andere materiaal bevatte wat tijdens de laatste levensmaanden van Mercury werd opgenomen. Het werd in 1995 uitgebracht. Made in Heaven was een ode aan Mercury en bevat A winter's tale (het laatste lied dat Mercury nog heeft geschreven), Mother Love (het laatste wat Mercury nog ingezongen heeft vlak voor zijn dood) en andere nummers.
Tevens werd er in 1997 nog een nummer uitgebracht, namelijk No-One But You (Only The Good Die Young), wat een ode was aan Mercury en aan prinses Diana, die in dat jaar net overleden was.
In 1997 was ook het laatste optreden waar alle overgebleven leden van Queen met elkaar op het podium stonden. Het was de première van een voorstelling van Béjart Ballet, waar ook de muziek van Queen in centraal stond. Samen met Elton John brachten ze The Show Must Go On ten gehore. Na dit optreden, heeft bassist John Deacon zichzelf veelal teruggetrokken uit het openbare leven en heeft sindsdien nog maar sporadisch contact met Brian May, Roger Taylor en manager Jim Beach. Hij stapte in 1997 uit de band omdat hij vond dat Queen herinnerd moest worden zoals de band in haar hoogtijdagen was.

### 2000 en verder
Hoewel Queen langdurig verleden tijd leek te zijn, bleef de vraag naar de muziek bestaan. Van May en Taylor kwamen er een paar singles uit met andere artiesten. Samen met Five kwamen ze met een versie van We Will Rock You in 2000 en met Robbie Williams deden ze We Are The Champions in 2001. Die laatste was voor de film A Knight's Tale.
Brian May en Roger Taylor werkten als producenten samen met Robert De Niro aan een musical getiteld We will rock you. Ter promotie hiervan, traden ze in 2002 op Koninginnedag (Queensday) in Amsterdam op. Dit was een 45 minuten durend concert met Patti Russo (vooral bekend van Meat Loaf) en Trijntje Oosterhuis als gastzangeressen. Naast trouwe tour-toetsenist Spike Edney, speelden drummer Eric Singer (van KISS) en gitarist Jamie Moses mee op deze dag. Zoals te verwachten, leverde dit promo concert een hoop geruchten op over een reünie. George Michael en Robbie Williams zijn hierbij het meest genoemd. Echter de heren voelden niet veel voor een tour.
De wereldpremière van de musical vond plaats in het Dominion Theatre in Londen en heeft sindsdien in vele landen gelopen, waaronder Australië, Spanje, Rusland, Duitsland, België, Nederland en de Verenigde Staten. Deze succesvolle musical brak op 17 augustus 2005 zelfs het record van langstlopende musical in het Dominion Theatre, wat voorheen op naam stond van Grease. De musical werd geschreven door de Britse komiek/schrijver Ben Elton en draait om het behoud van de muziek. Er werkten een vijftigtal acteurs en een grote band aan mee.
Ter gelegenheid van het in 2003 gehouden 46664 Concert, mede georganiseerd door Nelson Mandela, schreven Brian May en Roger Taylor nieuwe Queen-nummers: The Call, Invincible Hope, Say It's Not True en Amandla (met David A. Stewart en Anastacia).

### Queen + Paul Rodgers

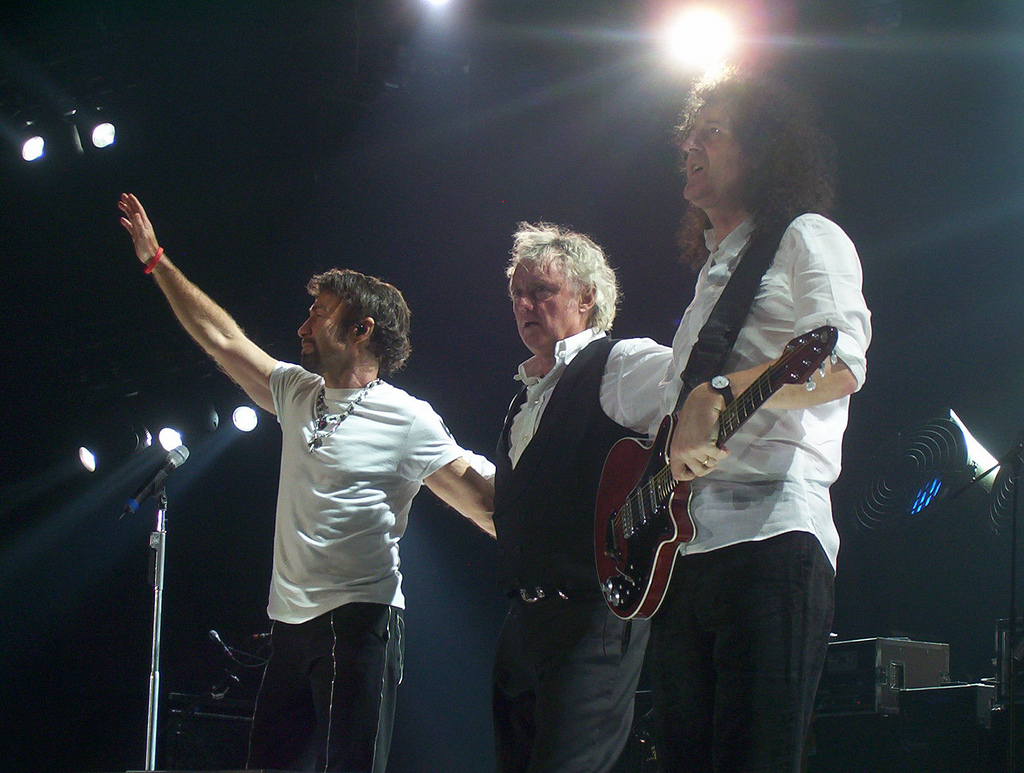
Queen + Paul Rodgers (2005)

In september 2004 trad Brian May op in Wembley op het Stratpack-concert, een concert om de 50ste verjaardag van de Fender Stratocaster-gitaar te vieren. Eén van de hoogtepunten van dit concert was het nummer All Right Now waar May zanger Paul Rodgers (van Free- en Bad Company) bijstond op zijn eigen Red Special. May stuurde een opname van het optreden naar zijn vriend Roger Taylor die ook zeer onder de indruk was van de chemie tussen May en Rodgers.
In november was er de Music Hall of Fame, waarbij Queen tot beste band uit de jaren zeventig was verkozen. Het toeval wilde dat zowel Queen als Rodgers daar die avond een optreden zou gaan verzorgen. Vlak ervoor had May Rodgers aan de lijn en vroeg hem of hij wilde zingen bij het optreden van Queen. Rodgers was enthousiast en wilde het doen op voorwaarde dat zij hem zouden ondersteunen bij zijn optreden. Na We Will Rock You, We Are The Champions en All Right Now werden al bijna direct de eerste plannen besproken voor een eenmalig concert.
In december 2004 maakt Roger Taylor bekend dat in het voorjaar van 2005 een "Queen + Paul Rodgers"-tournee door Europa zou komen, onder de naam Return of the Champions. De tournee begon als finale-act op het tweede 46664 Concert. Deze keer dus met Paul Rodgers als de nieuwe frontman. De tournee deed ook Nederland en België aan; er werd opgetreden in het Rotterdamse Ahoy, het GelreDome en het Sportpaleis in Antwerpen. Van de Europese tournee verscheen op 12 september een live-cd van het op 9 mei in Sheffield gegeven concert. Op 30 oktober werd hier tevens een dvd van uitgebracht. Zowel de cd als de dvd heeft de titel Return of the Champions.
Na de Europese tournee werd de rest van de wereld aangedaan. Voor het eerst in 20 jaar gaf Queen weer concerten in Japan en voor het eerst sinds 1982 stond de band met ruim 20 concerten weer in de Verenigde Staten op het podium.
Na een jaar van geruchten werd tegen het einde van 2007 duidelijk dat May, Taylor en Rodgers werkten aan het eerste nieuwe Queen-album in 12 jaar. In september 2008 verscheen dit album, The Cosmos Rocks. Hierop staat onder andere het een jaar eerder uitgebrachte nummer Say It's Not True. Aansluitend op het album volgde een tournee door Europa en Zuid-Amerika. Het laatste concert was op 29 november 2009 in Rio de Janeiro. In mei 2009 werden de geruchten bevestigd dat dit de laatste samenwerking van Queen met Paul Rodgers was.
In 2008 werd een viertal boxsets met alle singles uit de periode 1973-1978 uitgebracht.

### Queen na Paul Rodgers

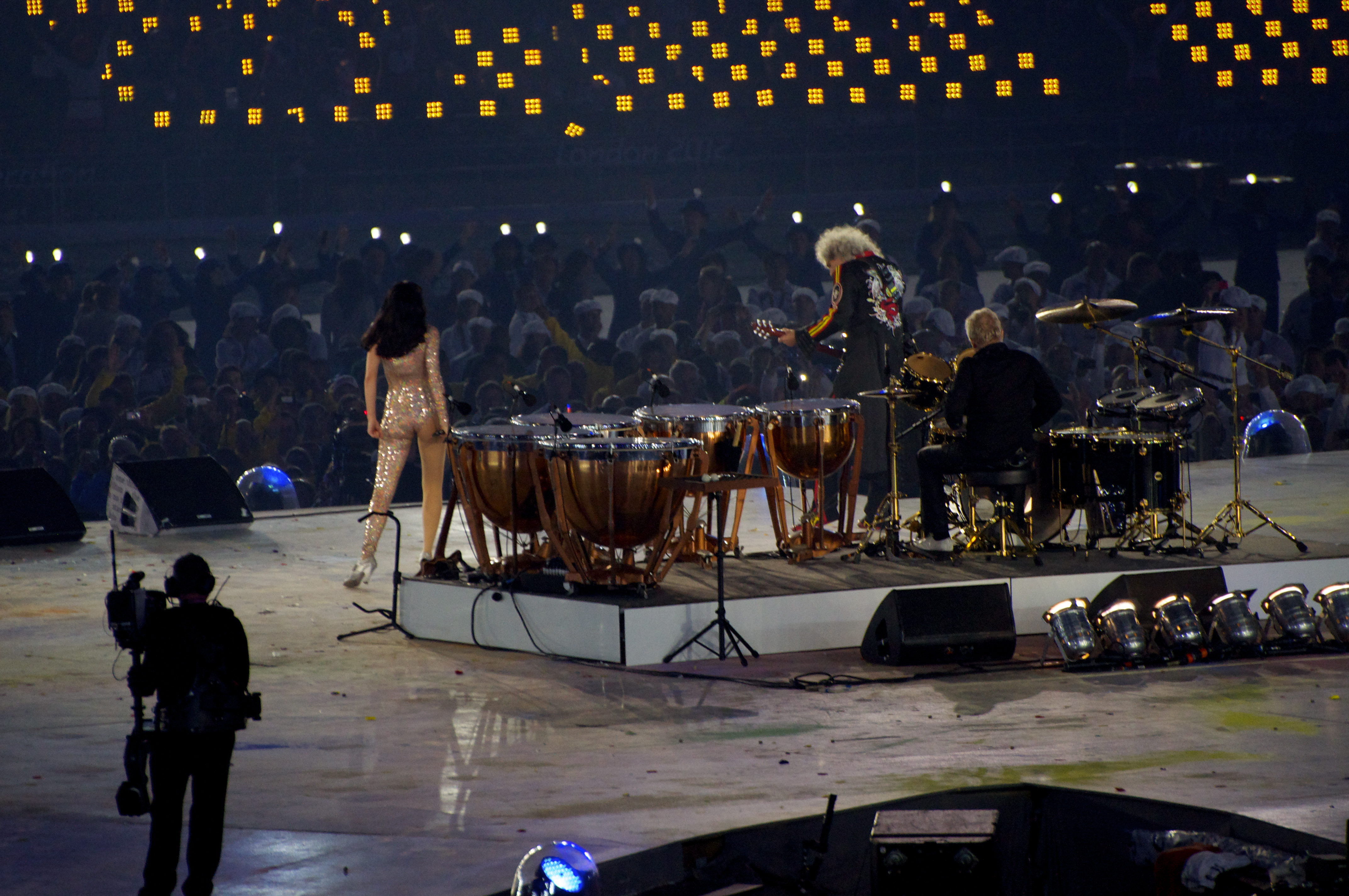
Queen met Jessie J tijdens de sluitingsceremonie van de Olympische Spelen in Londen (2012)

In 2009 werd een nieuw compilatie-album, Absolute Greatest, uitgebracht. Het was voor het eerst dat hits van uit de gehele Queenperiode op één cd worden uitgebracht op de westerse markt.
Na de breuk met Rodgers richtte Brian May zich grotendeels op andere zaken. Zo schreef hij samen met Elena Vidal een boek, A Village Lost and Found, over stereoscopie.
Roger Taylor dook in 2009 de studio in om nieuw materiaal op te nemen. Op 23 november werd de single The Unblinking Eye (Everything Is Broken) uitgebracht. In interviews hintte Taylor er op dat er meer nieuw materiaal aan zat te komen. Daarnaast overwoog hij om samen met Foo Fighter Taylor Hawkins op tournee te gaan.
In 2011 werd ten gevolge van het 40-jarig bestaan een begin gemaakt met de heruitgave van de studioalbums. De compilatie-cd Deep Cuts Vol. 1 (1973-1976) bevat een aantal tracks van de eerste vijf albums die als eerste opnieuw gemasterd in maart 2011 op de Europese markt verschenen. Op 27 juni 2011 werden ook de volgende vijf studioalbums opnieuw uitgebracht.
Ook werd er in Londen een expositie geopend onder de naam "Stormtrooper In Stiletto's". Deze beslaat de eerste vijf jaar van de band.
Op 2 december 2013 opende Brian May het museum Queen: The Studio Experience in het Zwitserse Montreux. Hier was voorheen hun Mountain Studios gevestigd. Via een aankondiging van May werd in 2014 duidelijk dat de band een nieuw album wilde gaan uitbrengen. Op 10 november van dat jaar kwam Queen Forever uit. Dit album is een mix van nooit eerder uitgebrachte "vergeten" nummers, eerder uitgebrachte nummers die opnieuw zijn geremasterd en een duet tussen Freddie Mercury en de in 2009 overleden Amerikaanse artiest Michael Jackson.
In november 2018 verscheen er een bioscoopfilm over de geschiedenis van Queen, Bohemian Rhapsody, vernoemd naar hun gelijknamige hit. De film werd genomineerd voor 5 Oscars, waarvan hij er 4 won.

### Queen + Adam Lambert
Tijdens de finale van het achtste seizoen van American Idol waren de leden van Queen te gast, om op te treden met de finalisten Adam Lambert en Kris Allen (de uiteindelijke winnaar). Dit was het eerste optreden samen van Queen en Adam Lambert. Kort na de finale gaf Brian May tijdens een interview aan Rolling Stone aan dat hij Adam Lambert als een frontman voor Queen overwoog, dit als vervanger van Paul Rodgers. De interesse was gewekt nadat hij een video had gezien van Lamberts auditie bij American Idol waar hij Bohemian Rhapsody zong en een later optreden waar hij Whole Lotta Love zong van Led Zeppelin. Ook klikte het na het gezamenlijke optreden bij American Idol.
In november 2011 trad Adam Lambert op met Queen voor een optreden tijdens de MTV Europe Music Awards in Belfast. Op 30 juni 2012 gaf Queen samen met Adam Lambert hun eerste concert op het Onafhankelijkheidsplein in Kiev. Dit concert was onderdeel van hun eerste gezamenlijke tournee. Dit was een minitournee. Deze tournee werd gevolgd door een grote wereldtournee in 2014 en 2015. Queen en Lambert gingen verder met elkaar, ondanks dat Lambert in juni 2015 zijn eigen album uitbracht. Een hit van zijn album The Original High Ghost Town werd ook live gespeeld door de band in september 2015 in Zuid-Amerika. Na een korte rustperiode volgde een tournee door Europa en Azië in 2016. In de zomer van 2017 begon de band aan een nieuwe wereldtournee. Deze startte in Noord-Amerika en deed vervolgens Europa, Nieuw-Zeeland en Australië aan. Na het succes van de film Bohemian Rhapsody kondigde Queen de Rhapsody Tour aan. In de zomer van 2019 toerde de band door Noord-Amerika en in het begin van 2020 deed Queen Zuid-Korea, Japan, Nieuw-Zeeland en Australië aan. Het Europese gedeelte van de tournee was gepland voor de lente, maar werd vanwege de uitbraak van het coronavirus uitgesteld naar 2022.
Op 2 oktober 2020 verscheen Live Around the World, een compilatiealbum met opnames van een greep uit de 218 concerten die Queen en Adam Lambert tot die tijd samen gegeven hebben. Dit album bereikte de eerste plaats in het Verenigd Koninkrijk en Australië en haalde de top 10 in meerdere andere landen.
Op 4 juni 2022 openden Queen en Adam Lambert de Platinum Party at the Palace buiten Buckingham Palace ter gelegenheid van het platina regeringsjubileum van de koningin. Ze voerden een set van drie nummers uit en openden met "We Will Rock You", dat was geïntroduceerd in een komisch segment waarin koningin Elizabeth II en Beertje Paddington op de maat van het nummer met hun theekopjes tikten.
Een niet eerder beluisterd Queen-nummer met Mercury's zang, "Face It Alone", meer dan dertig jaar geleden opgenomen en oorspronkelijk door May en Taylor als "unsalvageable" beschouwd, werd uitgebracht op 13 oktober 2022, met nog vijf nummers - "When Love Breaks Up", "You Know You Belong to Me", "Dog With a Bone", "Water", en "I Guess We're Falling Out" - die op 18 november 2022 worden uitgebracht als onderdeel van The Miracle Collector's Edition box set.

## Invloed op andere artiesten
Queen staat bekend als de eerste band die de standaardoptredens van alleen maar muziek spelen omvormde in grootse shows met veel licht, theater en natuurlijk muziek. Deze elementen hebben de manier van optreden van vele bands beïnvloed. Bands en artiesten die aangeven beïnvloed door Queen te zijn, zijn onder andere: AC/DC, Adele, Tori Amos, Anthrax, Backstreet Boys, Blind Guardian, Boston, David Bowie, Jeff Buckley, Kurt Cobain, Coldplay, Daft Punk, The Darkness, Def Leppard, Céline Dion, DI-RECT, Dream Theater, Eminem, Europe, Extreme, Faith No More, Foo Fighters, Green Day, Guns N' Roses, INXS, Iron Maiden, Michael Jackson, Kansas, Keane, Kesha, The Killers, John Lennon, Journey, Kid Rock, Lady Gaga, Linkin Park, Marilyn Manson, Adam Lambert, Manic Street Preachers, Meat Loaf, Megadeth, Shawn Mendes, Metallica, George Michael, Mika, Jason Mraz, Muse, Judas Priest, My Chemical Romance, Nirvana, Katy Perry, Radiohead, Rage Against the Machine, Red Hot Chili Peppers, Joe Satriani, Savatage, Scissor Sisters, Seal, Lynyrd Skynyrd, Slayer, Slipknot, The Smashing Pumpkins, The Struts, Styx, Trivium, U2, Steve Vai, Valensia, Robby Valentine, Van Halen, Velvet Revolver, VanVelzen, Waylon, Robbie Williams en X-Japan.

## Logo
Het logo van Queen werd in 1972 ontworpen door Freddie Mercury. Het bestaat uit een Q (die staat voor Queen) met een kroon erin, die staat voor Royalty. Aan beide zijden van de Q staat een leeuw, de sterrenbeelden van Roger Taylor (26 juli 1949) en John Deacon (19 augustus 1951). Boven op de Q staat een kreeft, het sterrenbeeld van Brian May (19 juli 1947). De twee engelen, of elfjes, onderaan de Q stellen maagden voor, het sterrenbeeld van Freddie Mercury (5 september 1946).
Dit alles wordt beschermd door een feniks, die staat voor de eeuwige wedergeboorte; de feniks herrijst weer uit zijn eigen as. Overigens kan het ook om een adelaar gaan. Deze zou de leeuwen beschermen, zoals de leeuwen de elfjes beschermen.

## Restauraties
Naast het optreden en produceren houden Brian May en Roger Taylor zich met nog meer bezig. Zo wordt er onder hun supervisie veel beeld- en geluidsmateriaal uit de Queen-collectie gerestaureerd. Bij deze restauraties wordt, indien mogelijk, teruggegrepen naar de originele ongemonteerde opnames. Deze worden opnieuw gemonteerd en als resultaat komt er dan een nieuwe DTS 5.1-surroundmix. Het resultaat van dit restauratiewerk is al te horen op de dvd-uitgaves van het bekende Wembleyconcert (1986), het Milton Keynesconcert (1982, getiteld Queen on Fire - Live at the Bowl) en Greatest Video Hits 1 en 2. Verder zijn de albums A Night At The Opera en The Game ook al in een 5.1-mix op dvd-audio uitgegeven. Brian May heeft aangegeven dat het de bedoeling is om uiteindelijk al het Queen-werk op deze manier te restaureren. In oktober 2007 is de dvd We Will Rock You heruitgebracht onder de titel Queen Rock Montreal & Live Aid. In 2011 brengt Queen al haar albums opnieuw uit, digitaal geremasterd. Ieder album bevat bonustracks in de vorm van nooit eerder uitgebracht materiaal en nieuwe remixen.
Ook is het Wembleyconcert opnieuw op dvd verschenen, het bevat naast het concert van 12 juli 1986 en wat bonusmateriaal ook nog het complete concert dat men op 11 juli 1986 gaf.

## Discografie

### Solodiscografieën
Zie
- Discografie van Freddie Mercury
- Discografie van Brian May
- Discografie van Roger Taylor
- Discografie van The Cross

## Prijzen en records
- Het album Greatest Hits is het meest verkochte album aller tijden in het Verenigd Koninkrijk, aldus een telling van de British Phonographic Industry (BPI) in november 2006. Greatest Hits II stond op een zevende plaats.
- In een verkiezing van de Britse BBC-zender Radio 2 in januari 2007 werd Queen, nipt boven The Beatles verkozen tot beste Britse band aller tijden.
- Queen staat sinds 2001 in de Rock and Roll Hall of Fame.
- Queen staat sinds 2003 in de Songwriters Hall of Fame, en is tot nu toe de enige band die hier in staat.
- Het nummer Bohemian Rhapsody staat bijna elk jaar bovenaan de Nederlandse Top 2000 van het radiostation Radio 2. In 2005 werd Bohemian Rhapsody even van zijn 'troon' gestoten door het nummer Avond van Boudewijn de Groot. In 2010 en 2014 staat Hotel California van de Eagles op 1. In 2015 stond John Lennon met Imagine op de hoogste plaats. In 2020 werd Queen van de troon gestoten door Roller Coaster van Danny Vera.
- Queen is een van de twee bands die in alle uitvoeringen van de Top 2000 in de top 5 van de lijst staan. De andere band is Eagles ("Hotel California").

## Trivia
- De albums A Night at The Opera en A Day at The Races zijn genoemd naar de titels van twee films van The Marx Brothers.
- Door de single "Crazy Little Thing Called Love" uit 1979 werd John Lennon geïnspireerd om zijn comeback te maken.
- A Winter's Tale van Made In Heaven is het laatste nummer dat Freddie Mercury ooit schreef.
- Mother Love van Made In Heaven is het laatste nummer dat Freddie Mercury deels, 6 maanden voor zijn dood, heeft ingezongen. Hij heeft de opnames niet kunnen afronden, waardoor Brian May het laatste couplet heeft ingezongen.
- These Are The Days Of Our Lives van het album Innuendo is de laatste video waar Freddie nog in levenden lijve te zien was.
- Crazy Little Thing Called Love werd door Freddie Mercury geschreven terwijl hij in bad lag. Hij schreef het nummer binnen 10 à 15 minuten.